# 刘静修 (1901年)
刘静修（1901年—1990年），四川省万县弹子乡人。中国政治人物。

## 生平
在县立中学读书时，曾参与万县学生反对袁世凯与日本签订“二十一条”的斗争，并被推选为学生联合会会长。1924年，入北平民国大学政治经济系学习。次年，与同乡刘树德(林铁)、杨吉甫创办《夜光》刊物。1926年，经刘树德介绍加入国民党，积极宣传“联俄、联共、扶助工农”三大政策。1928年大学毕业参加国民党改组同志会。1929年任万县县立中学校长。1930年当选为国民党四川省改组同志会干部委员、组织部长，1932年，在成都创办《社会日报》，任社长，聘请中共党员陈克农和进步青年宋大鲁、杨吉甫辑。1935年1月，该报因支持反蒋，被政府查封。
1935年秋，刘静修应邀赴南京筹办《金陵日报》，任该报总经理。该报以民间报纸姿态出现，积极宣传中共“八一宣言”，以坚持抗日、救亡图存为宗旨。编辑人员多系共产党员和进步人士。南京政府迁都后，刘静修于1938年返川任四川省会计处专员兼一科科长。向省教育厅长郭有守推荐中共党员黄楠材，进步人士杨吉甫、李兴渠等分别担任云阳、万县县立中学和万县简易师范学校校长。后又支持杨吉甫创办鱼泉中学（万州上海中学），并任董事长。杨吉甫被捕后，他曾利用关系多方营救。1942年后，他当选为万县临时参议会、万县参议会议长。
1946年7月静职，受共产党所托，利用同学关系，积极作国民党十八军军长罗广文的策反工作。并充任该军主任秘书，随罗进驻陕西、安康等地，常向罗分析时局，为罗后来弃暗投明作了大量工作。 1949年4月，他同吕超赴蓉，与熊克武商谈川康两省和平解放之事。同年6月，在蓉参加国民党革命委员会，并当选为民革川康委员会执委兼川东特派员。积极开展川东各县民革成员发展工作。11月，又与杨吉甫密商策动万县第五区区长熊孔言起义，并于12月6日，同万县鱼泉中学师生迎接解放军进驻白羊区。
中华人民共和国建国后，刘静修于1950年11月，经西南局和中共中央统战部推荐，到华北革命大学政治研究院学习。1952年毕业后，分到《新民报》总管处工作，后调到全国工商联宣教处任宣传科长。1966年离休，晚年著有《孔子天下为公大同思想》一书，1990年2月26日，在北京病逝，享年90岁。